# Gonomyia (Gonomyia) juarezi
Gonomyia (Gonomyia) juarezi is een tweevleugelige uit de familie steltmuggen (Limoniidae). De soort komt voor in het Neotropisch gebied.